# Elfi Eder
Elfriede „Elfi” Eder (ur. 5 stycznia 1970 w Leogang) – austriacka narciarka alpejska, wicemistrzyni olimpijska i brązowa medalistka mistrzostw świata. Pod koniec kariery reprezentantka Grenady.

## Kariera
Pierwszy sukces w karierze Elfi Eder osiągnęła podczas mistrzostw świata juniorów w Madonna di Campiglio w 1988 roku, gdzie zdobyła brązowy medal w slalomie gigancie. W zawodach tych uległa jedynie swej rodaczce Sabine Ginther oraz Włoszce Bibianie Perez. Na tej samej imprezie była też czwarta w slalomie, przegrywając walkę o podium z Francuzką Raymonde Ansanay Alex o 0,32 sekundy. W zawodach Pucharu Świata zadebiutowała 2 grudnia 1990 roku w Valzoldana, zajmując czternaste miejsce w slalomie. Tym samym już w swoim debiucie zdobyła pierwsze pucharowe punkty. Na podium po raz pierwszy stanęła 18 listopada 1995 roku w Vail, gdzie zwyciężyła w slalomie. Wyprzedziła tam bezpośrednio Marianne Kjørstad z Norwegii oraz Gabrielę Zingre-Graf ze Szwajcarii. W kolejnych startach w najlepszej trójce znalazła się jeszcze sześciokrotnie, za każdym razem w slalomie: 17 grudnia 1995 roku w St. Anton am Arlberg i 30 grudnia 1995 roku w Semmering ponownie była najlepsza, 29 grudnia 1995 roku w Semmering była druga, a 7 stycznia 1996 roku w Mariborze, 14 stycznia 1996 roku w Garmisch-Partenkirchen i 19 stycznia 1997 roku w Zwiesel zajmowała trzecią pozycję. Najlepsze wyniki osiągnęła w sezonie 1995/1996, kiedy to zajęła 11. miejsce w klasyfikacji generalnej, a w klasyfikacji slalomu zdobyła Małą Kryształową Kulę.
W lutym 1993 roku wystartowała na mistrzostwach świata w Morioce, gdzie wywalczyła brązowy medal w slalomie. Uległa tam jedynie innej Austriaczce, Karin Buder oraz Julie Parisien z USA. Przewaga Eder nad czwartą w klasyfikacji Kristiną Andersson ze Szwecji wyniosła zaledwie 0,04 sekundy. Na rozgrywanych rok później igrzyskach olimpijskich w Lillehammer w swej koronnej konkurencji zdobyła srebrny medal. Po pierwszym przejeździe zajmowała trzecie miejsce, tracąc 0,54 sekundy do prowadzącej Katji Koren ze Słowenii. W drugim w przejeździe uzyskała drugi wynik, co dało jej drugi łączny czas. Ostatecznie na podium rozdzieliła Vreni Schneider ze Szwajcarii oraz Katję Koren. Był to jej jedyny start olimpijski. W slalomie zajęła także siódme miejsce na mistrzostwach świata w Sierra Nevada w 1996 roku i piąte na rozgrywanych rok później mistrzostwach świata w Sestriere. W latach 1998–1999 reprezentowała barwy Grenady, jednak osiągała słabsze wyniki. W tym czasie wystąpiła na mistrzostwach świata w Vail/Beaver Creek w 1999 roku, zajmując 32. miejsce w gigancie i nie kończąc rywalizacji w slalomie.
Eder kilkukrotnie zdobywała medale mistrzostw Austrii, jednak nigdy nie zwyciężyła. W latach 1991 i 1994 była druga w slalomie, a w 1986 roku wywalczyła srebrny medal w kombinacji. Ponadto w 1994 roku została odznaczona Odznaką Honorową za Zasługi dla Republiki Austrii.
Jej siostra – Sylvia Eder również była narciarką alpejską.

## Osiągnięcia

### Igrzyska olimpijskie
| Miejsce | Dzień     | Rok  | Miejscowość | Konkurencja | Czas biegu | Strata | Zwyciężczyni    |
| ------- | --------- | ---- | ----------- | ----------- | ---------- | ------ | --------------- |
| 2.      | 26 lutego | 1994 | Lillehammer | Slalom      | 1:56,01    | +0,34  | Vreni Schneider |

### Mistrzostwa świata
| Miejsce | Dzień     | Rok  | Miejscowość   | Konkurencja | Czas biegu | Strata | Zwyciężczyni          |
| ------- | --------- | ---- | ------------- | ----------- | ---------- | ------ | --------------------- |
| 3.      | 9 lutego  | 1993 | Morioka       | Slalom      | 1:27,66    | +0,99  | Karin Buder           |
| 7.      | 24 lutego | 1996 | Sierra Nevada | Slalom      | 1:31,46    | +1,21  | Pernilla Wiberg       |
| 5.      | 5 lutego  | 1997 | Sestriere     | Slalom      | 1:43,88    | +2,10  | Deborah Compagnoni    |
| 32.     | 11 lutego | 1999 | Vail          | Gigant      | 2:08,54    | -      | Alexandra Meissnitzer |
| DNF1    | 13 lutego | 1999 | Vail          | Slalom      | 1:33,97    | +8,89  | Zali Steggall         |

### Mistrzostwa świata juniorów
| Miejsce | Dzień       | Rok  | Miejscowość          | Konkurencja | Czas biegu | Strata | Zwyciężczyni       |
| ------- | ----------- | ---- | -------------------- | ----------- | ---------- | ------ | ------------------ |
| 5.      | 20 marca    | 1987 | Sälen                | Gigant      | 2:22,07    | +1,38  | Deborah Compagnoni |
| 9.      | 28 stycznia | 1988 | Madonna di Campiglio | Supergigant | 1:16,26    | +1,75  | Sabine Ginther     |
| 3.      | 30 stycznia | 1988 | Madonna di Campiglio | Gigant      | 1:53,22    | +0,84  | Sabine Ginther     |
| 4.      | 31 stycznia | 1988 | Madonna di Campiglio | Slalom      | 1:37,98    | +1,33  | Renate Oberhofer   |

### Puchar Świata

#### Klasyfikacje końcowe sezonu
- sezon 1990/1991: 77.
- sezon 1991/1992: 43.
- sezon 1992/1993: 37.
- sezon 1993/1994: 52.
- sezon 1994/1995: 54.
- sezon 1995/1996: 11.
- sezon 1996/1997: 21.
- sezon 1998/1999: 64.

#### Miejsca na podium
1. Vail – 18 listopada 1995 (slalom) – 1. miejsce
2. St. Anton am Arlberg – 17 grudnia 1995 (slalom) – 1. miejsce
3. Semmering – 29 grudnia 1995 (slalom) – 3. miejsce
4. Semmering – 30 grudnia 1995 (slalom) – 1. miejsce
5. Maribor – 7 stycznia 1996 (slalom) – 2. miejsce
6. Garmisch-Partenkirchen – 14 stycznia 1996 (slalom) – 2. miejsce
7. Zwiesel – 19 stycznia 1997 (slalom) – 2. miejsce